# 麻薩諸塞號戰艦 (BB-59)
41°42′22.3″N 71°09′48″W / 41.706194°N 71.16333°W
麻薩諸塞號戰艦（舷號BB-59）是一艘隸屬於美國海軍的戰艦，為南達科他級戰艦 (1941年)的三號艦。她是美軍第七艘以麻薩諸塞州為名的軍艦。
麻薩諸塞號在1939年按照第二次文森法案（Second Vinson Act）開始建造，於1941年下水，並在1942年服役，其時美國已正式參與第二次世界大戰。接著麻薩諸塞號先參與北非戰役，並在卡薩布蘭卡海戰中擊傷維希法國的讓·巴爾號戰艦、惡毒號驅逐艦等海軍艦艇。接著麻薩諸塞號調到太平洋戰區，先後參與所羅門群島戰役、吉爾伯特及馬紹爾群島戰事、馬里亞納群島及帛琉戰事、雷伊泰灣海戰、硫磺島戰役及沖繩戰役。日本投降後，麻薩諸塞號協助美軍佔領日本，然後返國待命。1947年麻薩諸塞號退役，並在1962年除籍。在民間組織籌募足夠經費後，海軍在1965將麻薩諸塞號捐贈到麻薩諸塞州福爾河，作博物館艦。1986年，麻薩諸塞號獲評為美國國家歷史地標。
麻薩諸塞號在二戰共獲得11枚戰鬥之星。
1.2吨的穿甲弹能让炮弹在飞行过程中更有效的保持动能，在远程炮击时发挥出更大的杀伤力，另一方面，更重的炮弹可以形成更弯曲的弹道，可以更好的攻击脆弱的水平装甲，被马萨诸塞号击中的让·巴尔号（1942年11月8日的火炬行动中美军马萨诸塞号战列舰对维希法国的让·巴尔号进行了炮击）的破碎船身就是最好的证明。